# گرجوا
گرجوا (به لاتین: Gürcuva) یک منطقه مسکونی در جمهوری آذربایجان است که در شهرستان آق‌داش واقع شده است.